# Missoula
Missoula är en stad i Missoula County i delstaten Montana, USA med 68 394 invånare (2012). Missoula är administrativ huvudort (county seat) i Missoula County. Missoula metropolitan area har en befolkning på 110 977 och är sedan år 2000 den näst folkrikaste staden i Montana.